# Ferenc Puskás Stadion
Ferenc Puskás Stadion (ungarsk: Puskás Ferenc Stadion) er et stadion i Budapest, der anvendes til mange formål. I disse år anvendes det fortrinsvis til fodboldkampe, og det er nationalstadion for Ungarns fodboldlandshold. Der er plads til 68.976 siddende tilskuere.
Ferenc Puskás Stadion blev bygget i perioden 1948-53 af primært frivillig arbejdskraft, herunder soldater. Oprindeligt hed det Népstadion (Folkets Stadion) og havde plads til 104.000 tilskuere. En af de tidligste store begivenheder på stadionet fandt sted 23. maj 1954, hvor England led sit største nederlag nogensinde med 0-7 til hjemmeholdet.
I 2001 fik det sit nuværende navn til minde om Ferenc Puskás, der regnes som den bedste ungarske fodboldspiller nogensinde.
På stadionet har der også været afholdt koncerter med blandt andet Queen på deres sidste turne i 1986.